# Tomas Drivstedt
Per Tomas "Drivan" Drivstedt, född 2 mars 1982 i Malmö, är en före detta handbollsmålvakt.

## Karriär
Tomas Drivstedts moderklubb är Dalhems IF. Drivstedt spelade i början av sin elitkarriär för IFK Malmö men 2007-2008 tog elitverksamheten inom IFK Malmö handboll över av nybildade HK Malmö så då började Tomas Drivstedt spela för den föreningen. Efter att ha spelat för HK Malmö till 2010 valde Drivstedt att spela för Stavstens IF. 2011 när han var nybliven pappa tog han en timeout från handbollen.

### Fotnoter
1. ↑  ”HK Malmö Programblad”. HK Malmö. https://idrottonline.se/HKMalmo-Handboll/globalassets/hk-malmo---handboll/dokument/programblad_2008-09.pdf?w=900&h=900. Läst 5 oktober 2019.
2. ↑  okänd (24 oktober 2004). ”IFK Malmö närmast segern”. IFK Malmö hemsida. https://www.ifkmalmo.se/2004/10/24/ifk-malmo-narmast-segern-3/. Läst 5 oktober 2019.
3. ↑  Henrik Högström (11 mars 2010). ”Derbyn kan rädda Malmö”. KVp. https://www.expressen.se/sport/derbyn-kan-radda-malmo/. Läst 5 oktober 2019.
4. ↑  Nicilinn Nilsson (11 januari 2011). ”Stavsten tappar på målvaktssidan”. Trelleborg Allehanda. http://www.trelleborgsallehanda.se/sport/stavsten-tappar-pa-malvaktssidan/. Läst 5 oktober 2019.